# Christopher Nigel Page
Christopher Nigel Page (n. 1942) es un botánico escocés. Su abreviatura de autor botánico es "C.N.Page“.
Cuando Page tenía 25 años era el principal científico oficial para la investigación sobre coníferas en el Real Jardín Botánico de Edimburgo. Trabajó en el desarrollo de estrategias para la conservación de especies arbóreas, en 1976, en la página Programa de Conservación de coníferas del Real Jardín Botánico de Edimburgo. Fue fundador en 1986 y 1994 y el primer presidente de Grupo de Especialistas en Coníferas de la UICN en la Comisión de Supervivencia de Especies (SSC). Page es ahora un miembro emérito de la cooperación Sur-Sur.
Page opera incluyendo la investigación de la biología evolutiva. Una contribución de Page para la taxonomía de las coníferas es la separación del género Retrophyllum del género polifilético Nageia y el establecimiento del género Afrocarpus representantes de los géneros Podocarpus y Nageia.[
- La abreviatura «C.N.Page» se emplea para indicar a Christopher Nigel Page como autoridad en la descripción y clasificación científica de los vegetales.[2]